# Priekuļi
El municipi de Priekuļi (en letó: Priekuļu novads) és un dels 110 municipis de Letònia, que es troba localitzat al centre del país bàltic, i que té com a capital la localitat de Priekuļi. El municipi va ser creat l'any 2009 després d'una reorganització territorial.

## Ciutats i zones rurals
- Liepas pagasts (zona rural)
- Mārsnēnu pagasts (zona rural)
- Priekuļu pagasts (zona rural)
- Veselavas pagasts (zona rural)

## Població i territori
La seva població està composta per un total de 9.550 persones (2009). La superfície del municipi té uns 301,8 kilòmetres quadrats, i la densitat poblacional és de 31,64 habitants per kilòmetre quadrat.